# 時變系統
時變系統（time-variant system）是指會隨時間而改變的系統，也就是不滿足时不变系统特性的系統。簡單來說，其輸出特性會顯式的隨時間而變化，換句話說，系統的特性會隨時間而變化，因此，在系統在不同時間下給相同的輸入，會有不同的結果。

## 简单例子
为了表明如何确定系统是时变系统，以下來看两个系统：
- 系统A：{\displaystyle y(t)=t\,x(t)}
- 系统B：{\displaystyle y(t)=10\cdot x(t)}

由于系统A除了{\displaystyle x(t)}与{\displaystyle y(t)}之外还显式地依赖于t所以它是时变系统，而系统B没有显式地依赖于时间t所以它是时不变的。

## 簡介
針對线性时不变系统理论，有許多長久發展的技術可以分析系統特性，並處理系統的響應，例如拉普拉斯变换及傅里叶变换等，不過這些技術不一定適用在時變系統中。若系統隨時間變化的速度比其時間常數要慢，一般會視為是時不變系統，在短暫的時間尺度下接近時間常數。其中一個例子是電子零件的老化及磨损，一般的時間尺度是以年為單位，其每天觀測的特性和時不變系統不會有顯著的差異，此時可以等效為时不变系统，不過若以年為單位來看，其參數及特性會改變。有時時變系統的系統可能會快速變化，每一次觀測時都有明顯的變化，此時可能會比較接近非線性系統。
以下的現象是時變系統的特性：
- 系統會顯式的隨時間而變化。
- 系統沒有一般定義下的冲激响应。
- 系統不是固定的

## 時變系統的例子
以下的時變系統無法假設為時不變系統：
- 飛機：在起飛、巡航及降落時，其控制表面有不同的組態，而且因為燃料的消耗，其質量也不是定值，因此屬於時變系統。
- 地球對日射積（英语：Solar irradiance）的熱響應會隨地球反照率以及大氣中温室气体的量而變化
- 人的聲道是時變系統，其特定時間下的傳遞函數會隨口腔的形狀而改變。就像和任何充滿液體的管子一樣，共振（稱為共振峰）會隨口腔器官（例如舌及软颚）的移動而改變。聲道的數學模型是時變的，其傳遞函數會用各時間，不同狀態下傳遞函數的线性插值而得。
- 線性關係時變程序（例如振幅調變）其時間尺度類似輸入信號，甚至比輸入信號快很多。實務上振幅調變會常用非線變非線性元件（例如二極管）來實現。
- 常用在現代信號處理的離散小波變換是時變的，因為其中會用到降采样的處理。